# Portretul ecvestru al lui Filip al IV-lea
Portretul ecvestru al lui Filip al IV-lea este o pictură realizată în ulei pe pânză de către artistul spaniol Diego Velázquez în perioada 1635-1636. Aceasta este un portret ecvestru al lui Filip al IV-lea. Acum se află în muzeul Prado din Madrid. Acest a fost realizat ca parte a unei serii de portrete ecvestre pentru Salonul Regatelor, inițial o aripă a Palatului Buen Retiro din Madrid (o serie care a inclus și pictura fiului lui Filip, prințul Baltasar Carlos).